# 315 Constantia
A 315 Constantia a Naprendszer kisbolygóövében található aszteroida. Johann Palisa fedezte fel 1891. szeptember 4-én.